# ۲۹ ذی‌القعده
۲۹ ذیقعده، بیست و نهمین روز از ماه ذیقعده در تقویم هجری قمری است. در بعضی سال‌های هجری قمری این روز آخرین روز ماه ذیقعده و در بعضی دیگر روز ماقبل آخر این ماه است.
در تقویم هجری قمری قراردادی این روز سیصد و بیست و چهارمین روز سال است.

## زادگان
- ۳۶۲ - ابوریحان بیرونی، دانشمند بزرگ و ریاضی‌دان، ستاره‌شناس و تاریخ‌نگار ایرانی.

## درگذشتگان
- ۲۲۰ ‐ محمد بن علی (تقی)، نهمین امام شیعیان[۱]